# Leptomastidea longicauda
Leptomastidea longicauda är en stekelart som beskrevs av Xu 2000. Leptomastidea longicauda ingår i släktet Leptomastidea och familjen sköldlussteklar. Inga underarter finns listade i Catalogue of Life.